# Jang Sung-won
Jang Sung-won (en hangul, 장성원; Seúl, 7 de agosto de 1976) es un actor surcoreano.

## Biografía
Es hijo del actor, productor y director surcoreano Ju Heo-seong y de Lee Kyeong-ok, su hermana menor es la actriz Jang Na-ra.
Su prima es la actriz y cantante Jung Jae-yun (en hangul, 정재연).
Entró al departamento de teatro de la Universidad Chung-Ang, pero la abandonó.
En septiembre de 2020, se anunció que se había comprometido con su novia, la pareja se casó el 31 de octubre del mismo año.

## Carrera
Es el director ejecutivo (CEO) de la agencia Rawon Culture (라원문화) propiedad de la familia Jang.
En julio de 2016, se unió al elenco recurrente de la serie Gogh, The Starry Night, donde dio vida a Go Kang, el hermano de Go-ho (Kwon Yu-ri).
En enero de 2019, se unió al elenco recurrente de la serie The Crowned Clown donde interpretó a Jung Saeng, un monje budista.
En abril de 2021, se unirá al elenco recurrente de la serie Dark Hole donde dará vida a Lee Young-tae.

## Filmografía

### Series de televisión
| Año             | Título                           | Personaje      | Notas |
| --------------- | -------------------------------- | -------------- | ----- |
| 2021 - presente | Dark Hole                        | Lee Young-tae  |       |
| 2019            | To All The Guys Who Loved Me     | Gerente Jung   |       |
| 2019            | The Crowned Clown                | Jung Saeng     |       |
| 2017            | Sisters-in-Law                   | Jang Dae-poong |       |
| 2016            | Gogh, The Starry Night           | Go Kang        |       |
| 2016            | Drama City - "Shocking Marriage" | -              |       |
| 2015            | The Time We Were Not in Love     | Bong Woo-jin   |       |
| 2012            | Syndrome                         | Heo Jo-kang    |       |
| 2002            | Rival                            | Jo Han-su      |       |
| 2000            | Look Back in Anger               | -              |       |
| 1996            | Icing                            | -              |       |

### Películas
| Año  | Título                  | Personaje | Notas                                           |
| ---- | ----------------------- | --------- | ----------------------------------------------- |
| 2013 | Wish Taxi               | In-man    |                                                 |
| 2013 | Let's Go To Rose Motel  | -         |                                                 |
| 2010 | Bloody Shak             | Man-ho    |                                                 |
| 2006 | Bloody Reunion          | Jung-won  | junto a Oh Mi-hee, Seo Young-hee y Lee Dong-kyu |
| 2002 | A Bizarre Love Triangle | -         |                                                 |
| 2001 | Summertime              | -         |                                                 |
| 1997 | Change                  | Ki-soo    |                                                 |

### Teatro
| Año | Título              | Personaje | Notas |
| --- | ------------------- | --------- | ----- |
| -   | Turandot (투란도트) | -         |       |

### Anuncios
| Año | Título | Notas |
| --- | ------ | ----- |
| -   | 하이C  |       |
| -   | 열라면 |       |